# UXハウジングステーション
UXハウジングステーション（ユーエックスハウジングステーション）は、新潟テレビ21が主催していた総合住宅展示場。

## 概要
- 会場・新潟市東区新松崎1丁目2番6号（イオン新潟東店近く）
- 営業時間・午前10時から午後6時まで